# Лямна-де-Сус
Лямна-де-Сус (рум. Leamna de Sus) — село у повіті Долж в Румунії. Входить до складу комуни Буковец.
Село розташоване на відстані 192 км на захід від Бухареста, 10 км на захід від Крайови.

## Населення
За даними перепису населення 2002 року у селі проживали 396 осіб, усі — румуни. Усі жителі села рідною мовою назвали румунську.